# Coppa dell'Emiro del Qatar 2025
La Coppa dell'Emiro del Qatar 2025 è stata la 53ª edizione della coppa nazionale del Qatar. Il torneo è iniziato il 12 aprile 2025 e si è concluso il 24 maggio 2025. La squadra campione in carica era l'Al-Sadd, che ha vinto la sua diciannovesima coppa nazionale.
La competizione è stata vinta dall'Al-Gharafa, che ha vinto la sua ottava coppa nazionale.

## Incontri

### Turno preliminare
| Squadra 1      | Risultato       | Squadra 2    |
| -------------- | --------------- | ------------ |
| 21 aprile 2025 |                 |              |
| Al-Markhiya    | 1 – 2           | Al-Mesaimeer |
| Al-Waab        | 0 – 1           | Lusail       |
| Al-Kharitiyath | 1 – 1 (2-1 dtr) | Al-Bidda     |
| Al-Sailiya     | 1 – 0 (dts)     | Al-Mu'aidar  |

### Ottavi di finale
| Squadra 1     | Risultato   | Squadra 2      |
| ------------- | ----------- | -------------- |
| 4 maggio 2025 |             |                |
| Al-Ahli Doha  | 1 – 0 (dts) | Qatar SC       |
| Al-Shahaniya  | 2 – 0       | Al-Mesaimeer   |
| 5 maggio 2025 |             |                |
| Al-Rayyan     | 4 – 2       | Lusail         |
| Al-Duhail     | 4 – 2       | Al-Sailiya     |
| 6 maggio 2025 |             |                |
| Al-Gharafa    | 2 – 1       | Al-Khor        |
| Al-Sadd       | 3 – 1       | Al-Kharitiyath |
| 7 maggio 2025 |             |                |
| Al-Wakrah     | 1 – 4       | Umm-Salal      |
| Al-Shamal     | 3 – 1       | Al-Arabi       |

### Quarti di finale
| Squadra 1      | Risultato       | Squadra 2    |
| -------------- | --------------- | ------------ |
| 13 maggio 2025 |                 |              |
| Al-Ahli Doha   | 2 – 1 (dts)     | Al-Shahaniya |
| Umm-Salal      | 1 – 1 (3-2 dtr) | Al-Shamal    |
| 14 maggio 2025 |                 |              |
| Al-Rayyan      | 2 – 2 (5-4 dtr) | Al-Duhail    |
| Al-Gharafa     | 2 – 2 (5-4 dtr) | Al-Sadd      |

### Semifinali
| Squadra 1      | Risultato | Squadra 2 |
| -------------- | --------- | --------- |
| 18 maggio 2025 |           |           |
| Al-Ahli Doha   | 0 – 3     | Al-Rayyan |
| 19 maggio 2025 |           |           |
| Al-Gharafa     | 4 – 2     | Umm-Salal |

### Finale
| Arbitro: | Al Shammari |

|                     |           |                         |
| Sassi 4’ Joselu 18’ | Marcatori | 50’ (rig.) Róger Guedes |